# Xã Grover, Quận Wayne, Illinois
Xã Grover (tiếng Anh: Grover Township) là một xã thuộc quận Wayne, tiểu bang Illinois, Hoa Kỳ. Năm 2010, dân số của xã này là 3.757 người.